# Atemnus letourneuxi
Atemnus letourneuxi es una especie de arácnido del orden Pseudoscorpionida de la familia Atemnidae.

## Distribución geográfica
Se encuentra en el norte de África y Yemen.